# تاريخ ناميبيا
مرَ تاريخ ناميبيا بعدة مراحل متميزة من الإستعمار في أواخر القرن التاسع عشر إلى استقلال ناميبيا في 21 مارس 1990.
من عام 1884، كانت ناميبيا مستعمرة ألمانية: جنوب غرب أفريقيا الألمانية. بعد الحرب العالمية الأولى، كلفت عصبة الأمم جنوب إفريقيا بإدارة الإقليم. في أعقاب الحرب العالمية الثانية، تم حل عصبة الأمم في أبريل 1946 وأنشأ خلفها، الأمم المتحدة، نظام الوصاية لوضع جميع المستعمرات الألمانية السابقة في إفريقيا تحت سيطرة الأمم المتحدة. اعترضت جنوب إفريقيا على المجادلة بأن غالبية سكان الإقليم كانوا راضين عن حكم جنوب إفريقيا.
استمرت الحجة القانونية على مدار العشرين عامًا التالية حتى في أكتوبر 1966، قررت الجمعية العامة للأمم المتحدة إنهاء التفويض، معلنة أن جنوب إفريقيا ليس لها حق إضافي في إدارة الإقليم، ومن ثم أصبحت جنوب غرب إفريقيا المسؤولية المباشرة للأمم المتحدة (القرار 2145 XXI المؤرخ 27 أكتوبر 1966).

## تاريخ ما قبل الإستعمار
في وقت مبكر من 25000 قبل الميلاد، عاش أول البشر في جبال الهون في جنوب ناميبيا. اللوحات الحجرية المطلية الموجودة منذ ذلك الوقت لا تثبت فقط وجود هذه المستوطنات، بل إنها تنتمي أيضًا إلى أقدم الأعمال الفنية في العالم. تم العثور على جزء من الفك متجانس، يقدر ب 13 مليون سنة، في جبال أوتافي. تُعتبر اكتشافات أدوات وأدوات العصر الحجري دليلًا إضافيًا على أن البشر الأوائل اصطادوا الحيوانات البرية في المنطقة منذ فترة طويلة.
توجد في جبال براندبورغ العديد من اللوحات الصخرية، معظمها يعود إلى حوالي عام 2000 قبل الميلاد. لا يوجد مؤشر موثوق به على المجموعات العرقية التي خلقتها. من المشكوك فيه أن يكون سان (البوشمن)، الذين يمثلون إلى جانب الدمرة أقدم مجموعة عرقية في ناميبيا، منشئي هذه اللوحات.
استقر النما في جنوب إفريقيا وجنوب ناميبيا فقط خلال القرن الأول قبل الميلاد. على عكس سان ودمرة، كانوا يعيشون على الماشية التي ولدوا أنفسهم.

### الشمال ـ اوفامبو وكافانجو
عاش الاوفامبو، ومجموعة والكافانجو الأصغر والأوثق صلة، في شمال ناميبيا، جنوب أنغولا. كونهم أشخاصًا مستقرين، فإن لديهم اقتصادًا يعتمد على الزراعة والماشية وصيد الأسماك، لكنهم ينتجون أيضًا السلع المعدنية. تنتمي كلتا المجموعتين إلى أمة البانتو. نادرا ما غامروا جنوبا إلى الأجزاء الوسطى من البلاد، لأن الظروف هناك لا تتناسب مع أسلوب حياتهم في الزراعة، لكنهم تبادلوا على نطاق واسع السكاكين والأدوات الزراعية.

### هجرةالبانتو- هيريرو

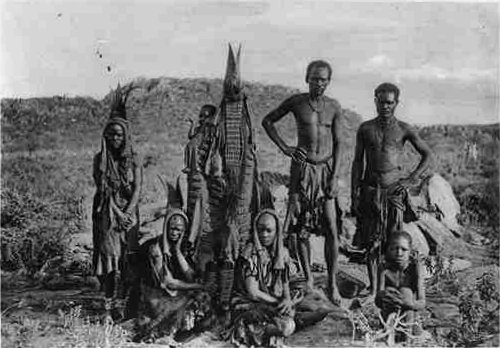
هيريرو عام 1910

خلال القرن السابع عشر انتقلت هيريرو، وهي من الرعايا والبدو من مواطنيها، إلى ناميبيا. لقد أتوا من بحيرات شرق إفريقيا ودخلوا ناميبيا من الشمال الغربي. في البداية أقاموا في كوكولاند، لكن في منتصف القرن التاسع عشر انتقلت بعض القبائل إلى الجنوب وإلى دمرالاند. بقي عدد من القبائل في كوكولاند: هؤلاء هم شعب الهيمبا، الذين ما زالوا هناك حتى اليوم. خلال الاحتلال الألماني لجنوب غرب إفريقيا، تم القضاء على حوالي ثلث السكان في إبادة جماعية لا تزال تثير سخطًا واسع النطاق. تم طلب اعتذار في الآونة الأخيرة.

### الأورلمز
في القرن التاسع عشر، انتقل المزارعون البيض، ومعظمهم من البوير، إلى الشمال، ودفعوا الشعوب الخوازية الأصلية، التي قاومت مقاومة عنيفة، عبر نهر أورانج. المعروف باسم الأورلمز، اعتمد هؤلاء الخويسان عادات البوير وتحدثوا لغة مشابهة للأفريكانية. مسلحين بالبنادق، تسببت الأورلمز في عدم الاستقرار حيث جاء المزيد والمزيد لتسوية في ناماكولاند وفي نهاية المطاف نشأ الصراع بينهما وبين ناما. تحت قيادة جونكر افريكانر، استخدم اورلمز أسلحتهم المتفوقة للسيطرة على أفضل أرض رعي. في الثلاثينيات من القرن التاسع عشر، أبرم جونكر افريكانر اتفاقًا مع رئيس ناما اواسيب، حيث ستحمي اولمز الأراضي العشبية الوسطى في ناميبيا من هيريرو الذين كانوا يدفعون جنوبًا. في المقابل تم الاعتراف بجونكر أفريكانر باعتباره أفرلورد، وتلقى تحية من ناما، واستقر في ما هو اليوم ويندهوك، على حدود أراضي هيريرو. سرعان ما جاء الأفريكانيون في صراع مع هيريرو الذين دخلوا دامارالاند من الجنوب في نفس الوقت الذي بدأ فيه الأفريكان بالتوسع إلى الشمال من ناماكولاند. أراد كل من هيريرو وافريكانر استخدام المراعي في دامارالاند لقطعانهم. أسفر ذلك عن حرب بين هيريو واورليمز وكذلك بين الاثنين وبين دامارا، الذين كانوا السكان الأصليين في المنطقة. تم تشريد الدمارا بسبب القتال وقتل كثيرون. مع خيولهم وأسلحتهم، أثبت الأفريكانيون أنهم متفوقون عسكريا وأجبروا الهيريرو على إعطائهم الماشية تكريما.

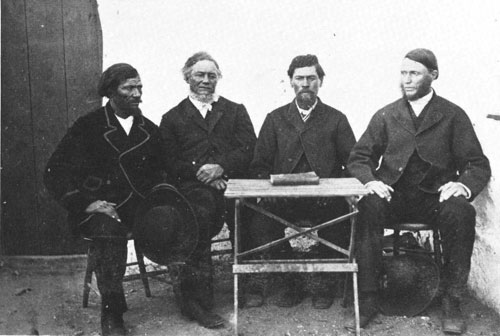
اول مجلس ل ريهوبوث باستيرز والدستور علي الطاوله، عام 1872

### هجرة الباستر
وكانت المجموعة الأخيرة من الناس تعتبر السكان الأصليين الذين وصلوا إلى ناميبيا والباستر. نسل الرجال والنساء من بوير الأفريقية (معظمهم من ناما). نظرًا لكونهم يتحدثون بالكالفينية والأفريكانية، فقد اعتبروا أنفسهم «أبيضًا» ثقافيًا أكثر من «أسود». كما هو الحال مع الأورلمز، فقد اضطروا للإتجاه شمالًا من خلال توسيع المستوطنين البيض عندما كانت مجموعة من حوالي عبرت 90 أسرة إلي نهر أورانج إلى ناميبيا. استقر الأشرار في وسط ناميبيا، حيث أسسوا مدينة ريهوبوث. في عام 1872 أسسوا «جمهورية ريهوبوث الحرة» واعتمدوا دستورًا ينص على أن الأمة يجب أن يقودها «كابتين» ينتخبهم الشعب مباشرةً، ويجب أن يكون هناك برلمان صغير، أو فولكراد، يتكون من ثلاثة المواطنين المنتخبين.

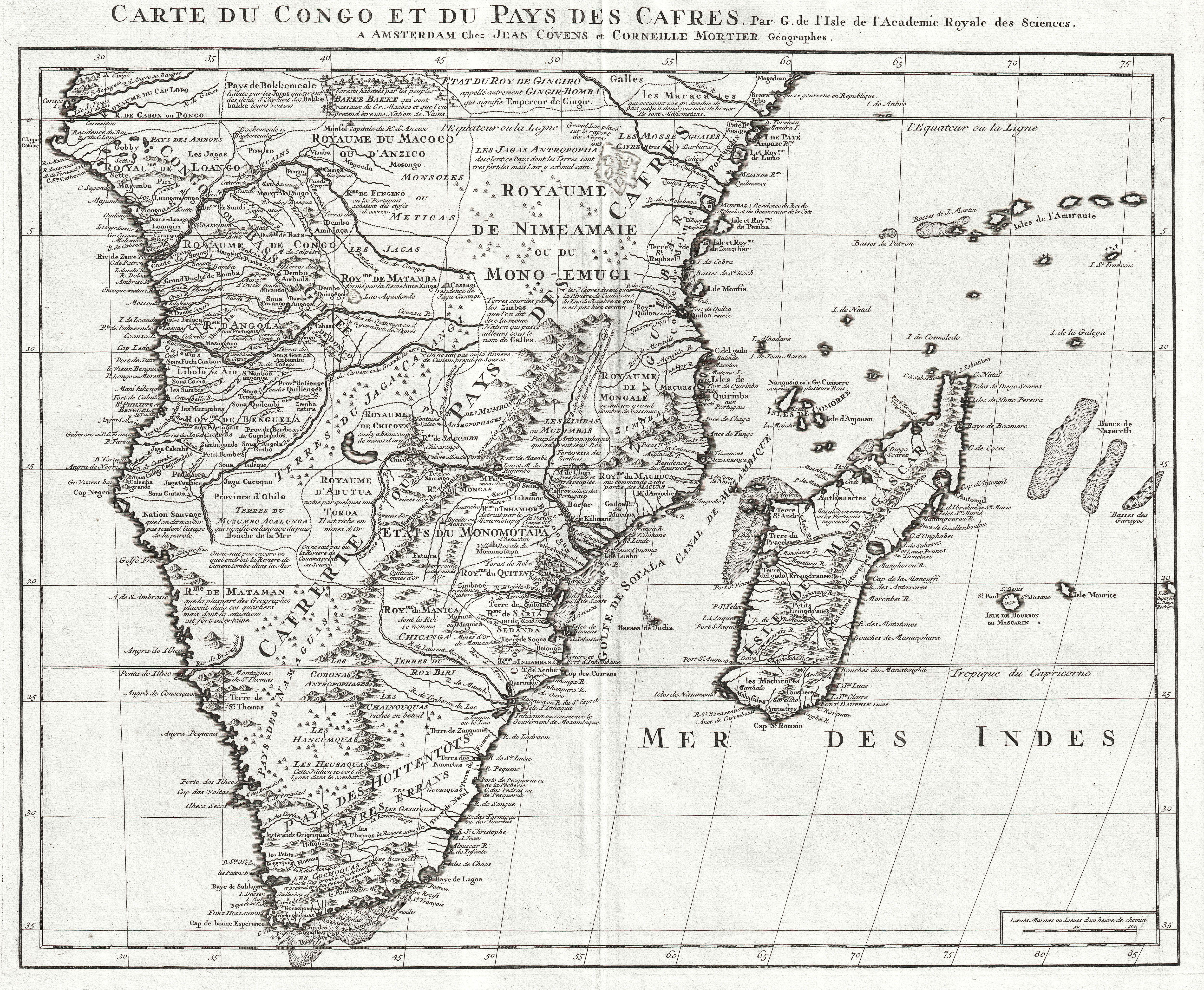
تفاصيل خريطة جنوب إفريقيا من عام 1707.

### النفوذ والاستعمار الأوروبي
كان البرتغالي ديوغو كاو أول أوروبي يضع قدمه على تراب ناميبيا في عام 1485، والذي توقف لفترة قصيرة على ساحل الهيكل العظمي، وأقام صليبًا من الحجر الجيري هناك، في مهمة استكشافية على طول الساحل الغربي لأفريقيا.
كان الأوروبي القادم الذي زار ناميبيا هو البرتغالي، بارثولوميو دياز، الذي توقف عند ما هو اليوم والفيز باي ولوديريتز (الذي أطلق عليه اسم أنجرا بيكينا) في طريقه لجولة «رأس الرجاء الصالح». شكلت صحراء ناميب غير المضيافة حاجزا هائلا ولم يذهب أي من المستكشفين البرتغاليين إلى الداخل.
في عام 1793، قررت السلطة الهولندية في كيب السيطرة على خليج والفيس، لأنه كان الميناء الوحيد الجيد للمياه العميقة على طول ساحل الهيكل العظمي. عندما سيطرت المملكة المتحدة على مستعمرة كيب في عام 1797، سيطروا أيضًا على خليج والفيس. لكن الاستيطان الأبيض في المنطقة كان محدودًا، ولم يتغلغل الهولنديون والبريطانيون داخل البلاد.
واحدة من المجموعات الأوروبية الأولى لإظهار الاهتمام في ناميبيا كانت المبشرين. في عام 1805، بدأت جمعية لندن التبشيرية العمل في ناميبيا، وانتقلت شمالًا من مستعمرة كيب. في عام 1811 قاموا بتأسيس مدينة بيثاني في جنوب ناميبيا، حيث بنوا كنيسة، والتي كانت تعتبر أقدم مبنى في ناميبيا منذ فترة طويلة، قبل الموقع في خوشوناس التي تم الاعتراف بها قبل الاستيطان الأوروبي.
في الأربعينيات من القرن التاسع عشر، بدأت جمعية مهمة النهضة الألمانية العمل في ناميبيا والتعاون مع جمعية لندن التبشيرية. لم يكن حتى القرن التاسع عشر، عندما سعت القوى الأوروبية لتقسيم القارة الأفريقية بينهما في ما يسمى ب «التدافع من أجل أفريقيا»، حيث أصبح الأوروبيون - ألمانيا وبريطانيا العظمى في المقدمة - مهتمين بناميبيا.
وجاء أول مطالبة إقليمية على جزء من ناميبيا عندما احتلت بريطانيا خليج والفيس، مؤكدة تسوية عام 1797، وسمحت لكولوني بضمها في عام 1878. وكان الضم محاولة لمنع الطموحات الألمانية في المنطقة، كما تضمن السيطرة على ميناء المياه العميقة الجيد في الطريق إلى مستعمرة كيب والمستعمرات البريطانية الأخرى على الساحل الشرقي لأفريقيا.
في عام 1883، اشترى التاجر الألماني، أدولف لوديريتز، أنجرا بيكينا من رئيس ناما جوزيف فريدريكس الثاني. كان الثمن الذي دفعه هو 10000 علامة (ℳ) و 260 بندقية. سرعان ما أعاد تسمية المنطقة الساحلية من بعده، ومنحها اسم لوديريتز. اعتقادا منه بأن بريطانيا كانت على وشك الإعلان عن المنطقة بأكملها محمية، نصح لوديريتز المستشار الألماني أوتو فون بسمارك بالمطالبة بها. في عام 1884، قام بسمارك بذلك، وبذلك أسس ألمانيا جنوب غرب إفريقيا كمستعمرة (Deutsch-Südwestafrika باللغة الألمانية). أصبحت المنطقة، قطاع كابريفي، جزءًا من جنوب غرب إفريقيا الألمانية بعد معاهدة هيليجولاند-زنجبار في 1 يوليو 1890، بين المملكة المتحدة وألمانيا. أتاح قطاع كابريفي في ناميبيا لألمانيا الوصول إلى نهر زامبيزي وبالتالي إلى المستعمرات الألمانية في شرق إفريقيا. في مقابل جزيرة هيليغولاند في بحر الشمال، سيطرت بريطانيا على جزيرة زنجبار في شرق إفريقيا.

## جنوب غرب أفريقيا الألمانية

علم جنوب غرب إفرقيا الألمانيه

بعد وقت قصير من إعلان لوديريتز ومنطقة شاسعة على طول ساحل المحيط الأطلسي محمية الألمانية، تم نشر القوات الألمانية مع اندلاع صراعات مع القبائل الأصلية، والأهم من ذلك مع ناماكوا. تحت قيادة الزعيم القبلي هندريك ويتبوا، وضعت ناماكوا مقاومة شرسة للاحتلال الألماني. دعا الإعلام المعاصر الصراع «انتفاضة هوتنتوت».
في عام 1894 تم تعيين ثيودور لوتوين في منصب حاكم جنوب غرب أفريقيا الألمانية. حاول دون نجاح كبير تطبيق مبدأ «الاستعمار دون إراقة دماء». لقد كان لمعاهدة الحماية تأثير في استقرار الوضع، لكن جيوب التمرد استمرت، وتم إخمادها من قبل نخبة ألمانية شوتزتروب، بينما لم يتحقق السلام الحقيقي بين المستعمرين والسكان الأصليين.
نظرًا لكونها المستعمرة الألمانية الوحيدة التي كانت مناسبة للمستوطنات البيضاء في ذلك الوقت، جذبت ناميبيا تدفقًا كبيرًا من المستوطنين الألمان. في عام 1903 كان هناك 3700 ألماني يعيشون في المنطقة، وبحلول عام 1910 زاد عددهم إلى 13000. سبب آخر للتسوية الألمانية كان اكتشاف الماس في عام 1908. لا يزال إنتاج الماس جزءًا مهمًا جدًا من اقتصاد ناميبيا.

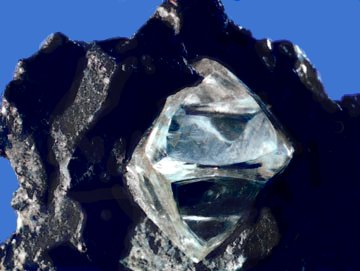
الماسه

شجعت الحكومة المستوطنين على مصادرة الأراضي من السكان الأصليين، وتم استخدام السخرة - التي يصعب التمييز بينها وبين العبودية. ونتيجة لذلك، تدهورت العلاقات بين المستوطنين الألمان والسكان الأصليين.

### حروب الهيريرو وناماكو
تصاعدت التمردات المحلية المستمرة في عام 1904 في حربي هيريرو وناماكو عندما هاجمت هيريو المزارع النائية في الريف، مما أسفر عن مقتل حوالي 150 ألمانيًا. اعتُبر اندلاع التمرد نتيجةً لتكتيكات ثيودور لوتوين الأكثر ليونة، واستعيض عنه بالجنرال لوثار فون تروثا الأكثر شهرة. في بداية الحرب، كان للهيريرو، تحت قيادة الزعيم صموئيل ماهاريرو، اليد العليا. مع معرفة جيدة بالتضاريس لديهم مشكلة صغيرة في الدفاع عن أنفسهم ضد شوسترابي (في البداية يبلغ عددهم فقط 766). سرعان ما انضم شعب ناماكو إلى الحرب، مرة أخرى تحت قيادة هندريك ويتبوا

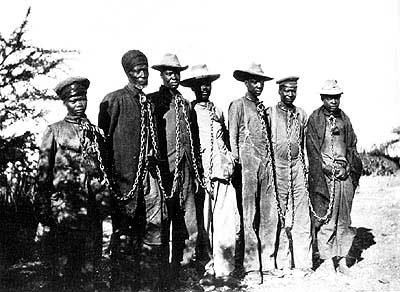
هيريرو بالسلاسل في تمرد عام 1904

للتعامل مع الوضع، أرسلت ألمانيا 14000 جندي إضافي سحقوا سريعًا التمرد في معركة واتربرج في عام 1904. وفي وقت سابق، أصدر فون تروثا إنذارًا أخيرًا إلى هيريرو، حرمهم من حقوق المواطنة وأمروهم بمغادرة البلاد أو القتل. من أجل الهرب، انسحبت سفينة الهيريرو إلى منطقة اوماهكي التي تفتقر إلى الماء، وهي الذراع الغربي لصحراء كالاهاري، حيث مات الكثير منهم بسبب العطش. قامت القوات الألمانية بحراسة كل مصدر للمياه وصدرت لها أوامر بإطلاق النار على أي رجل بالغ من هيريرو. تمكن عدد قليل منهم من الفرار إلى الأراضي البريطانية المجاورة. أسفرت هذه الأحداث المأساوية، والمعروفة باسم الإبادة الجماعية التي وقعت في هيريرو وناماكو، عن وفاة ما بين 24000 و 65000 من هيرريو (تقدر بنسبة 50 ٪ إلى 70 ٪ من إجمالي عدد سكان هيريرو) و 10,000 (50 ٪ من مجموع السكان ناماكوا). تتميز الإبادة الجماعية بالوفاة على نطاق واسع بسبب الجوع واستهلاك مياه الآبار التي تسممها الألمان في صحراء ناميب.
اعتذر أحفاد لوثار فون تروثا لستة رؤساء منازل هيرو الملكية عن تصرفات سلفهم في 7 أكتوبر 2007.

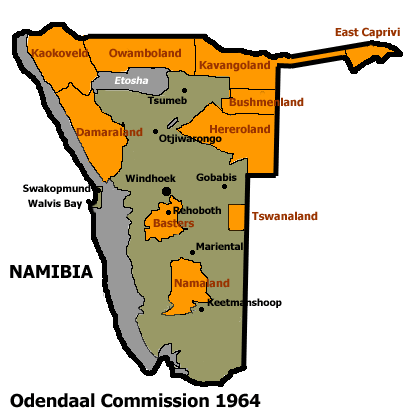
خطة اوديندال لتقسيم ناميبيا إلي البانتوستانات

## حكم جنوب افريقيا
في عام 1915، أثناء الحرب العالمية الأولى، احتلت جنوب إفريقيا، بصفتها عضوًا في الكومنولث البريطاني ومستعمرة بريطانية سابقة، المستعمرة الألمانية في جنوب غرب إفريقيا. في فبراير 1917، قُتل ماندومي يا نديموفايو، آخر ملوك كوانياما أوف أوفامبولاند، في هجوم مشترك قامت به قوات جنوب إفريقيا لمقاومته سيادة جنوب إفريقيا على شعبه. في 17 ديسمبر 1920، تولت جنوب إفريقيا إدارة جنوب غرب إفريقيا وفقًا للمادة 22 من ميثاق عصبة الأمم واتفاقية من الدرجة C من مجلس العصبة.
إن ولاية الفئة C، التي يُفترض أن تُستخدم في أقل المناطق نمواً، منحت جنوب إفريقيا السلطة الكاملة للإدارة والتشريع على الإقليم، لكنها تطلبت من جنوب إفريقيا تعزيز الرفاه المادي والمعنوي والتقدم الاجتماعي للشعب. بعد أن تبوأت الأمم المتحدة العصبة في عام 1946، رفضت جنوب إفريقيا التنازل عن ولايتها السابقة لتحل محلها اتفاقية الوصاية التابعة للأمم المتحدة، والتي تتطلب مراقبة دولية أوثق لإدارة الإقليم. على الرغم من أن حكومة جنوب إفريقيا أرادت دمج جنوب غرب إفريقيا في أراضيها، إلا أنها لم تفعل ذلك رسميًا أبدًا، على الرغم من أنها كانت تدار كـ «المقاطعة الخامسة» بحكم الواقع، مع تمثيل الأقلية البيضاء في البرلمان الجنوب أفريقي فقط. في عام 1959، سعت القوات الاستعمارية في ويندهوك إلى إبعاد السكان السود عن منطقة البلدة البيضاء. قام السكان بالاحتجاج وما تلاه من مقتل أحد عشر محتجاً ولّد قومًا ناميبيًا متابعًا وتشكيل معارضة سوداء موحدة لحكم جنوب إفريقيا.
خلال الستينيات من القرن العشرين، عندما منحت القوى الأوروبية الاستقلال لمستعمراتها والأراضي التي تثق بها في إفريقيا، ازداد الضغط على جنوب إفريقيا للقيام بذلك في ناميبيا، التي كانت جنوب غرب إفريقيا آنذاك. فيما يتعلق بطرد محكمة العدل الدولية (1966) لشكوى مقدمة من إثيوبيا وليبريا ضد استمرار وجود جنوب إفريقيا في الإقليم، ألغت الجمعية العامة للأمم المتحدة ولاية جنوب إفريقيا. في ظل الضغط الدولي المتنامي لإضفاء الشرعية على ضم ناميبيا، أنشأت جنوب أفريقيا في عام 1962 «لجنة التحقيق في شؤون جنوب غرب إفريقيا»، والمعروفة باسم لجنة اودندال، التي سميت باسم فرانس هندريك أودندال، الذي ترأس اللجنة. كان هدفها هو إدخال سياسات جنوب إفريقيا الوطنية للوطن العنصري في ناميبيا، وفي الوقت نفسه تقديم الاحتلال كوسيلة تقدمية وعلمية لتطوير ودعم الشعب في ناميبيا.

### النضال الناميبي من اجل الأستقلال
في عام 1966، بدأ الجناح العسكري لجيش التحرير الشعبي الناميبي (PLAN)، الجناح العسكري للمنظمة الشعبية لجنوب غرب إفريقيا، هجمات حرب العصابات على قوات جنوب إفريقيا، تسلل إلى الإقليم من قواعد في زامبيا. الهجوم الأول من هذا النوع كان المعركة في أوموجولوجومباش في 26 أغسطس. بعد أن أصبحت أنغولا مستقلة في عام 1975، أنشأت SWAPO قواعد في الجزء الجنوبي من البلاد. تكثفت الأعمال العدائية على مر السنين، وخاصة في اوفامبولاند.
في فتوى عام 1971، أيدت محكمة العدل الدولية سلطة الأمم المتحدة على ناميبيا، وقررت أن وجود جنوب أفريقيا في ناميبيا كان غير قانوني وأن جنوب أفريقيا لذلك اضطرت إلى سحب إدارتها من ناميبيا على الفور. كما نصحت المحكمة الدول الأعضاء في الأمم المتحدة بالامتناع عن ضمني الاعتراف القانوني أو المساعدة لوجود جنوب إفريقيا.
بينما كان يُنظر سابقًا إلى قوة العمل التعاقدية على أنها «بدائية» و «تفتقر إلى الوعي السياسي»، شهد صيف 1971/72 إضرابًا عامًا بنسبة 25٪ من إجمالي السكان العاملين (13,000 شخص)، بدءًا من ويندهوك ووالفيس باي وسرعان ما امتدت إلى تسومب وغيرها من الألغام.
في عام 1975، رعت جنوب أفريقيا المؤتمر الدستوري فيترناهل، الذي سعى إلى «تسوية داخلية» لناميبيا. باستثناء SWAPO، ضم المؤتمر بشكل رئيسي قادة البانتوستان وكذلك الأحزاب السياسية الناميبية البيضاء.

### الضغط الدولي
في عام 1977، تم تشكيل مجموعة جهات الاتصال الغربية (WCG) بما في ذلك كندا وفرنسا وألمانيا الغربية والمملكة المتحدة والولايات المتحدة. أطلقوا جهدا دبلوماسيا مشتركا لتحقيق انتقال مقبول دوليا لاستقلال ناميبيا. أدت جهود WCG إلى تقديم قرار مجلس الأمن 435 في عام 1978 لتسوية المشكلة الناميبية. تم وضع مقترح التسوية، كما أصبح معروفًا، بعد مشاورات مطولة مع جنوب إفريقيا ودول خط المواجهة (أنغولا وبوتسوانا وموزمبيق وتنزانيا وزامبيا وزيمبابوي) وسوابو ومسؤولو الأمم المتحدة ومجموعة الاتصال الغربية. ودعت إلى إجراء انتخابات في ناميبيا تحت إشراف الأمم المتحدة وسيطرتها، ووقف جميع الأعمال العدائية من جانب جميع الأطراف، وفرض قيود على أنشطة جيش جنوب أفريقيا وناميبيا والشرطة. وافقت جنوب إفريقيا على التعاون في تنفيذ القرار 435. ومع ذلك، وفي ديسمبر 1978، وفي تحد لمقترح الأمم المتحدة، أجرت انتخابات من جانب واحد، قاطعتها SWAPO وعدد قليل من الأحزاب السياسية الأخرى. استمرت جنوب إفريقيا في إدارة ناميبيا من خلال تحالفاتها المتعددة الأعراق والمدير العام المعين. ركزت المفاوضات بعد عام 1978 على قضايا مثل الإشراف على الانتخابات المرتبطة بتنفيذ اقتراح التسوية.

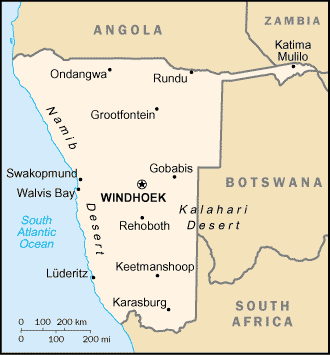
خريطة جنوب غرب إفريقيا (ناميبيا)

### المفاوضات والانتقال

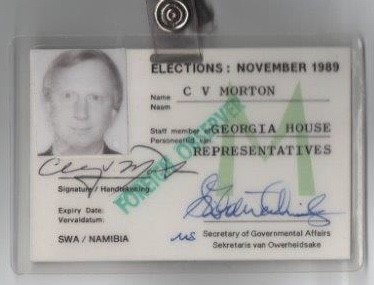
شارة هوية مراقب اجنبي صدرت خلال انتخابات 1989.

في هذه الفترة، تم تعيين أربعة مفوضين للأمم المتحدة لناميبيا. رفضت جنوب إفريقيا الاعتراف بأي من هؤلاء المعينين من الأمم المتحدة. ومع ذلك، استمرت المناقشات مع مفوض الأمم المتحدة لناميبيا رقم 2 مارتي أهتيساري الذي لعب دورًا رئيسيًا في الحصول على المبادئ الدستورية التي تم الاتفاق عليها في عام 1982 من قبل دول المواجهة و SWAPO ومجموعة الاتصال الغربية. خلقت هذه الاتفاقية الإطار لدستور ناميبيا الديمقراطي. كان دور حكومة الولايات المتحدة كوسيط حاسمًا ومتنازع عليهًا طوال هذه الفترة، ومن الأمثلة على ذلك الجهود المكثفة التي بذلت في عام 1984 للحصول على انسحاب قوة الدفاع في جنوب إفريقيا (SADF) من جنوب أنغولا. كان ينظر إلى ما يسمى «المشاركة البناءة» من قبل المصالح الدبلوماسية الأمريكية سلبًا من قبل أولئك الذين أيدوا الاستقلال المعترف به دوليًا، بينما بدا للآخرين أن السياسة الأمريكية تهدف أكثر نحو تقييد النفوذ السوفيتي الكوبي في أنغولا وربط ذلك بمسألة استقلال ناميبيا. بالإضافة إلى ذلك، بدا أن التحركات الأمريكية تشجع جنوب إفريقيا على تأخير الاستقلال من خلال اتخاذ مبادرات من شأنها إبقاء الكوبيين السوفيت في أنغولا، مثل السيطرة على مناطق كبيرة من جنوب أنغولا عسكريًا وفي الوقت نفسه توفير قوات بديلة لحركة المعارضة الأنغولية، يونيتا.حاولت حكومة انتقالية للوحدة الوطنية، تدعمها جنوب إفريقيا ومختلف الأحزاب السياسية العرقية، دون جدوى الاعتراف بها من قبل الأمم المتحدة. أخيرًا، في عام 1987 عندما بدا أن فرص استقلال ناميبيا تتحسن، تم تعيين مفوض الأمم المتحدة الرابع لناميبيا بيرنت كارلسون. بناءً على تخلي جنوب إفريقيا عن السيطرة على ناميبيا، سيكون دور المفوض كارلسون هو إدارة البلاد، وصياغة دستورها الإطاري، وتنظيم انتخابات حرة ونزيهة على أساس امتياز عالمي غير عنصري.
في مايو 1988، قام فريق الوساطة الأمريكي - برئاسة تشيستر أ. كروكر، مساعد وزيرة الخارجية الأمريكية للشؤون الإفريقية - بجمع مفاوضين من أنغولا وكوبا وجنوب إفريقيا ومراقبون من الاتحاد السوفيتي في لندن. تميز النشاط الدبلوماسي المكثف بالأشهر السبعة القادمة، حيث توصل الطرفان إلى اتفاقات لإحلال السلام في المنطقة وتمكين تنفيذ قرار مجلس الأمن 435 (قرار مجلس الأمن الدولي رقم 435). في قمة رونالد ريغان / ميخائيل غورباتشوف في موسكو (29 مايو - 1 يونيو 1988) بين قادة الولايات المتحدة والاتحاد السوفيتي، تقرر سحب القوات الكوبية من أنغولا، وتوقف المساعدات العسكرية السوفيتية، في أقرب وقت كما انسحبت جنوب أفريقيا من ناميبيا. وُضعت اتفاقات لتنفيذ هذه القرارات للتوقيع في نيويورك في ديسمبر 1988. ووافقت كوبا وجنوب أفريقيا وجمهورية أنغولا الشعبية على الانسحاب الكامل للقوات الأجنبية من أنغولا. أنشأ هذا الاتفاق، المعروف باسم بروتوكول برازافيل، لجنة مراقبة مشتركة (JMC) مع الولايات المتحدة والاتحاد السوفيتي كمراقبين. تم توقيع الاتفاق الثلاثي، الذي يتضمن اتفاقًا ثنائيًا بين كوبا وأنجولا، واتفاقًا ثلاثيًا بين أنجولا وكوبا وجنوب إفريقيا بموجبه وافقت جنوب إفريقيا على تسليم السيطرة على ناميبيا إلى الأمم المتحدة، في مقر الأمم المتحدة في مدينة نيويورك في 22 ديسمبر 1988. (لم يكن مفوض الأمم المتحدة رقم 4 بيرن كارلسون حاضراً في حفل التوقيع، حيث قُتل على متن طائرة بان آم 103 التي انفجرت فوق لوكربي باسكتلندا في 21 ديسمبر 1988 في طريقه من لندن إلى نيويورك. كان بوثا ووفدًا رسميًا من 22 فرًا محظوظًا، فقد تم إلغاء الحجز على Pan Am 103 في اللحظة الأخيرة، بينما استولى بيك بوثا، مع وفد أصغر، على رحلة Pan Am 101 السابقة إلى نيويورك.)
خلال شهر من توقيع اتفاقيات نيويورك، عانى رئيس جنوب إفريقيا PW Botha من سكتة دماغية خفيفة، مما حاله دون حضور اجتماع مع القادة الناميبيين في 20 يناير 1989. وقد تولى الرئيس بالنيابة ج. كريستيان هيونس مكانه. كان بوثا قد تعافى بالكامل بحلول 1 أبريل 1989 عندما بدأ تنفيذ قرار مجلس الأمن الدولي رقم 435 رسميًا وبدأ لويس بينار، المدير العام المعين من جنوب إفريقيا، انتقال الإقليم إلى الاستقلال. وصل المفوض السابق للأمم المتحدة رقم 2 والآن الممثل الخاص للأمم المتحدة مارتي أهتيساري إلى ويندهوك في أبريل 1989 لرئاسة بعثة مجموعة المساعدة الانتقالية للأمم المتحدة (UNTAG).
بدأ هذا الانتقال بداية هشة لأنه، على عكس التأكيدات المكتوبة التي قدمها رئيس (إس دابلو إيه أو) سام نجوما للأمين العام للأمم المتحدة بالالتزام بوقف إطلاق النار وإعادة الناميبيين غير المسلحين فقط إلى وطنهم، زُعم أن حوالي 2000 عضو مسلح من جيش التحرير الشعبي ل ناميبيا (PLAN) الجناح العسكري ل (إس دابلو إيه أو)، عبر الحدود من أنغولا في محاولة واضحة لإقامة وجود عسكري في شمال ناميبيا. استلم مارتي أهتيساري من فريق الأمم المتحدة للمساعدة في العراق المشورة من رئيسة الوزراء البريطانية، مارغريت تاتشر، التي كانت تزور جنوب إفريقيا في ذلك الوقت، وأذن لفرقة محدودة من قوات جنوب إفريقيا بمساعدة شرطة جنوب غرب إفريقيا في استعادة النظام. تلا ذلك قتال عنيف، قُتل خلاله 375 من مقاتلي PLAN. في اجتماع تم ترتيبه على عجل للجنة المراقبة المشتركة في جبل إتجو، حديقة الألعاب خارج أوتجيوارونجو، تم الاتفاق على حصر قوات جنوب إفريقيا في قاعدة وعودة عناصر PLAN إلى أنغولا. في حين تم حل هذه المشكلة، استمرت الاضطرابات الطفيفة في الشمال طوال الفترة الانتقالية.
في أكتوبر 1989، بناءً على أوامر مجلس الأمن التابع للأمم المتحدة، أُجبرت بريتوريا على تسريح نحو 1600 عضو من قبيلة كوتيفيت (اللغة الأفريكانية للبار). كانت قضية كيوفيت واحدة من أصعب المسائل التي واجهتها (يو إن تي إيه جي). تشكلت جنوب إفريقيا وحدة مكافحة التمرد هذه بعد اعتماد قرار مجلس الأمن الدولي رقم 435، وبالتالي لم يتم ذكرها في مقترح التسوية أو الوثائق ذات الصلة. اعتبرت الأمم المتحدة كويفويت وحدة شبه عسكرية يجب حلها ولكن استمرت الوحدة في الانتشار في الشمال في قوافل مدرعة ومدججة بالسلاح. وفي حزيران / يونيه 1989، أخبر الممثل الخاص المدير العام أن هذا السلوك لا يتماشى تماماً مع اقتراح التسوية، الذي يتطلب أن تكون الشرطة مسلحة تسليحا خفيفا. علاوة على ذلك، لم تكن الغالبية العظمى من موظفي كوتيفيت مناسبة تمامًا لاستمرار العمل في شرطة جنوب غرب إفريقيا .(إس دابلو إيه بي أو إل) لذلك، طالب مجلس الأمن، في قراره المؤرخ 29 آب / أغسطس، بحل كوتيفيت وتفكيك هياكل قيادته. أعلن وزير خارجية جنوب إفريقيا، بيك بوثا، في 28 سبتمبر 1989 أنه سيتم تسريح 1200 عضو سابق في كويتوف اعتبارًا من اليوم التالي. وتم تسريح 400 شخص آخر في 30 أكتوبر. وأشرف على عمليات التسريح هذه مراقبون عسكريون تابعون لفريق الأمم المتحدة الانتقالي.
انتهت الفترة الانتقالية لمدة 11 شهرا بسلاسة نسبيا. مُنح السجناء السياسيون العفو، وأُلغيت التشريعات التمييزية، وسحبت جنوب أفريقيا جميع قواتها من ناميبيا، وعاد حوالي 42000 لاجئ بأمان وطواعية تحت رعاية مفوضية الأمم المتحدة لشؤون اللاجئين. تحول ما يقرب من 98 ٪ من الناخبين المسجلين لانتخاب أعضاء الجمعية التأسيسية. أجريت الانتخابات في نوفمبر 1989، وأشرف عليها المراقبون الأجانب، واعتبرها الممثل الخاص للأمم المتحدة حرة ونزيهة، حيث حصلت (إس دابلو إيه أو) على 57 ٪ من الأصوات، أي أقل بقليل من الثلثين الضروريين للحصول على يد حرة في المراجعة الدستور الإطاري الذي تمت صياغته ليس من قبل مفوض الأمم المتحدة بيرنت كارلسون ولكن من قبل لويس بينيار المعين من جنوب إفريقيا. حصل تحالف ترنهالي الديمقراطي المعارض على 29٪ من الأصوات. عقدت الجمعية التأسيسية اجتماعها الأول في 21 نوفمبر 1989 وقررت بالإجماع استخدام المبادئ الدستورية لعام 1982 في الدستور الجديد لناميبيا.

### الاستقلال

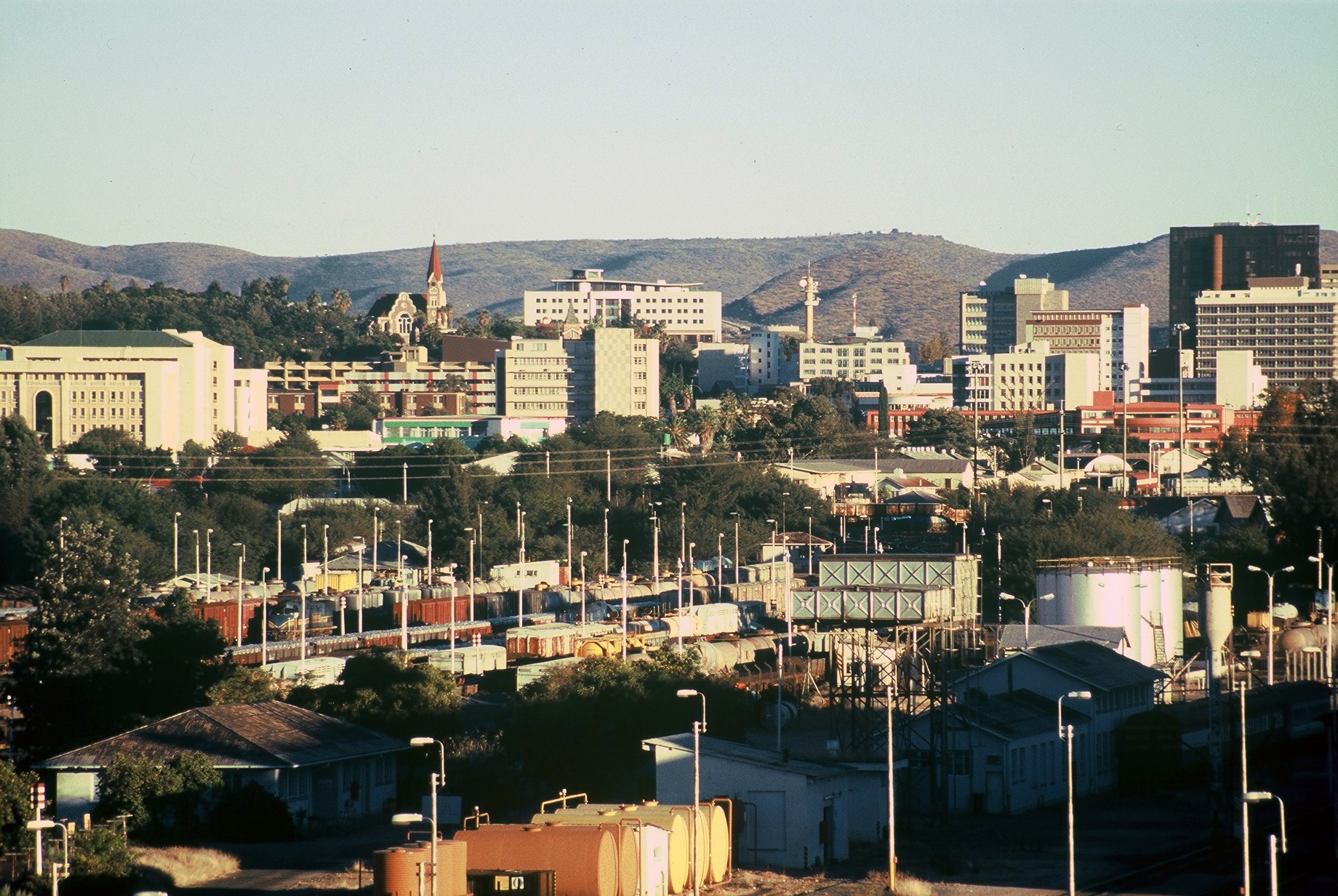
افق ويندهوك

بحلول 9 فبراير 1990، كانت الجمعية التأسيسية قد صاغت واعتمدت دستوراً. يوم الاستقلال في 21 مارس 1990، حضره العديد من الممثلين الدوليين، بمن فيهم اللاعبون الرئيسيون، الأمين العام للأمم المتحدة خافيير بيريز دي كوييار ورئيس جنوب إفريقيا إف دبليو دي كليرك، الذين شاركوا في استقلال ناميبيا رسميًا.

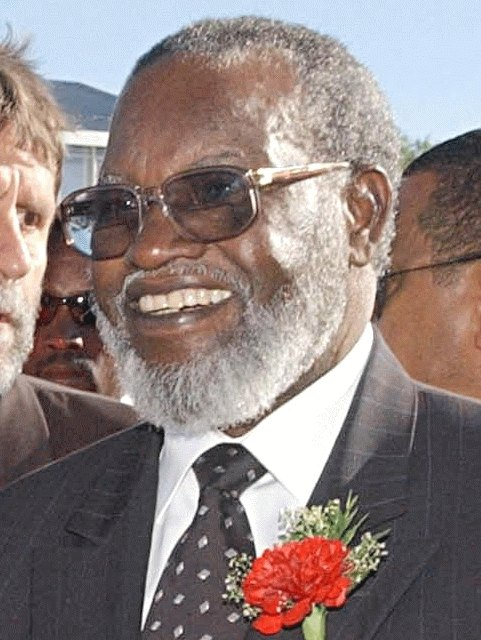
الرئيس المؤسس لناميبيا، سام نوجوما.

أدى سام نوجوما اليمين الدستورية باعتباره أول رئيس لناميبيا يراقبها نيلسون مانديلا (الذي أُفرج عنه من السجن قبل فترة وجيزة) وممثلون من 147 دولة، من بينهم 20 رئيس دولة.
في 1 آذار / مارس 1994، تم نقل الجيب الساحلي لخليج والفيس و 12 جزيرة بحرية إلى ناميبيا بواسطة جنوب أفريقيا. جاء ذلك بعد ثلاث سنوات من المفاوضات الثنائية بين الحكومتين وإنشاء سلطة إدارية مشتركة انتقالية (JAA) في نوفمبر 1992 لإدارة مساحة 780 كم 2 (300 ميل مربع). وقد أشاد المجتمع الدولي بالحل السلمي لهذا النزاع الإقليمي، لأنه استوفى أحكام قرار مجلس الأمن 432 (1978)، الذي أعلن أن خليج والفيس جزء لا يتجزأ من ناميبيا.

### ناميبيا المستقله
منذ الاستقلال، أكملت ناميبيا بنجاح الانتقال من حكم الفصل العنصري للأقلية البيضاء إلى مجتمع ديمقراطي. تم إدخال الديمقراطية متعددة الأحزاب وتم الحفاظ عليها، مع إجراء انتخابات محلية وإقليمية ووطنية بانتظام. هناك عدة أحزاب سياسية مسجلة نشطة وممثلة في الجمعية الوطنية، على الرغم من أن حزب سوابو فاز في كل انتخابات منذ الاستقلال.انتقل الانتقال من حكم الرئيس سام نجوما الذي دام 15 عامًا إلى خليفته، هيفيكبوني بوهامبا في عام 2005 بسلاسة.
عززت الحكومة الناميبية سياسة المصالحة الوطنية وأصدرت عفواً عن أولئك الذين قاتلوا على أي من الجانبين خلال حرب التحرير. كان للحرب الأهلية في أنغولا تأثير محدود على الناميبيين الذين يعيشون في شمال البلاد. في عام 1998، تم إرسال قوات قوة الدفاع الناميبية (NDF) إلى جمهورية الكونغو الديمقراطية كجزء من مجموعة تنمية الجنوب الأفريقي (SADC). في أغسطس 1999، تم إبطال محاولة انفصالية في منطقة كابريفي الشمالية الشرقية بنجاح.

### إعادة انتخاب سام نوجوما
فاز سام نوجوما في الانتخابات الرئاسية لعام 1994 بحصوله على 76.34٪ من الأصوات. لم يكن هناك سوى مرشح واحد آخر، ميشاك مويونجو في عام 1998، مع مرور عام واحد على الانتخابات الرئاسية المقررة التي لم يُسمح فيها لسام نوجوما بالمشاركة فيها لأنه قد أمضى بالفعل فترتي الولاية التي يسمح بها الدستور، قام SWAPO بتعديل الدستور، حيث سمح بثلاث ولايات بدلاً من فترتين. كانوا قادرين على القيام بذلك منذ SWAPO كان بأغلبية الثلثين في كل من الجمعية الوطنية لناميبيا والمجلس الوطني، وهو الحد الأدنى المطلوب لتعديل الدستور. تم إعادة انتخاب سام نجوما كرئيس في عام 1999، وفاز في الانتخابات، والتي كانت نسبة المشاركة 62.1 ٪ مع 76.82 ٪.
ثانياً ، حصل بن أولينغا من حزب الديمقراطيين (COD) على 10.49٪ من الأصوات. بن أولينغا هو عضو سابق في SWAPO ونائب وزير البيئة والسياحة، والمفوض السامي لدى المملكة المتحدة.
غادر SWAPO وأصبح أحد الأعضاء المؤسسين لـ COD في عام 1998، بعد اشتباكه مع حزبه بشأن عدة أسئلة. لم يوافق على تعديل الدستور، وانتقد تورط ناميبيا في الكونغو. خلف نوجوما كرئيس لناميبيا على يد هيفيكبوني بوهامبا في عام 2005.

### استصلاح الأرض
كانت إحدى سياسات «سوابو»، التي تمت صياغتها قبل فترة طويلة من تولي الحزب السلطة، إستصلاح الأراضي. لقد نتج عن ماضي ناميبيا الاستعماري وماضي الفصل العنصري في وضع كان يمتلك فيه حوالي 20 في المائة من السكان حوالي 75 في المائة من مجموع الأراضي.كان من المفترض إعادة توزيع الأراضي في الغالب من الأقلية البيضاء على المجتمعات التي كانت بلا أرض سابقًا والمقاتلين السابقين. كان إصلاح الأراضي بطيئًا، وذلك لأن دستور ناميبيا يسمح فقط بشراء الأراضي من المزارعين المستعدين للبيع. أيضا، فإن سعر الأرض مرتفع للغاية في ناميبيا، مما يزيد من تعقيد الأمر. كان الرئيس سام نوجوما في دعمه لزيمبابوي ورئيسها روبرت موغابي. خلال أزمة الأراضي في زيمبابوي، حيث صادرت الحكومة أراضي المزارعين البيض بالقوة، ارتفعت المخاوف بين الأقلية البيضاء والعالم الغربي من استخدام نفس الأسلوب في ناميبيا.

### المشاركة في النزاعات في أنغولا وجمهورية الكونغو الديمقراطية
في عام 1999، وقعت ناميبيا اتفاقية دفاع مشترك مع جارتها الشمالية أنجولا. وقد أثر ذلك على الحرب الأهلية الأنغولية التي كانت مستمرة منذ استقلال أنغولا عام 1975. وكلاهما كان حركات يسارية، أراد SWAPO دعم الحزب الحاكم MPLA في أنغولا لمحاربة حركة التمرد UNITA، التي كان معقلها في جنوب أنغولا. سمح اتفاق الدفاع للقوات الأنجولية باستخدام الأراضي الناميبية عند مهاجمة يونيتا.

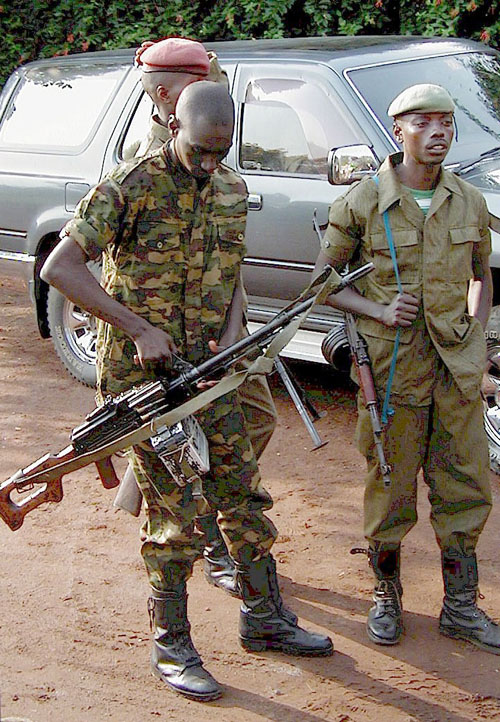
جندي كونغولي خلال حرب الكونغو الثانيه، 2001.

أسفرت الحرب الأهلية الأنغولية عن وصول عدد كبير من اللاجئين الأنغوليين إلى ناميبيا. في ذروته في عام 2001، كان هناك أكثر من 30000 لاجئ أنغولي في ناميبيا. أتاح الوضع الأكثر هدوءًا في أنغولا للعديد منهم العودة إلى ديارهم بمساعدة مفوضية الأمم المتحدة السامية لشؤون اللاجئين، وفي عام 2004 بقي 12600 فقط في ناميبيا. يعيش معظمهم في مخيم اللاجئين أوسير شمال ويندهوك. كما تدخلت ناميبيا في حرب الكونغو الثانية، حيث أرسلت قوات لدعم رئيس جمهورية الكونغو الديمقراطية لوران ديزيريه كابيلا.

### صراع كابريفي
كان نزاع كابريفي نزاعًا مسلحًا بين جيش تحرير كابريفي، وهي جماعة متمردة تعمل من أجل الانفصال عن قطاع كابريفي، والحكومة الناميبية. بدأت في عام 1994 وكانت ذروتها في الساعات الأولى من يوم 2 أغسطس 1999 عندما شن هجوم CLA في كاتيما موليلو، عاصمة مقاطعة كابريفي. ردت قوات الحكومة الناميبية واعتقلت عددًا من مؤيدي جيش التحرير الشعبي المزعومين. أدى نزاع كابريفي إلى أطول محاكمة وأكبر في تاريخ ناميبيا، وهي محاكمة كابريفي للخيانة.